# Mortelle Randonnée (film)
Pour les articles homonymes, voir Mortelle randonnée.
Pour plus de détails, voir Fiche technique et Distribution.
Mortelle Randonnée est un film français réalisé par Claude Miller, sorti le 9 mars 1983.
Il raconte le périple meurtrier d’une jeune femme à travers la Belgique, la France et l’Italie, alors qu’elle est poursuivie par un détective privé.
Le thème de la perte d'un enfant est central dans le film et peut faire écho à deux événements personnels concernant l’acteur Michel Serrault et le scénariste Michel Audiard qui ont en commun d'avoir perdu un enfant dans les années 1975-1977.

## Synopsis
Bruxelles. Beauvoir, dit « l'Œil » (Michel Serrault), détective privé blasé par la vie, travaille dans l'agence de Mme Schmitt-Boulanger et rumine la disparition de sa fille, Marie. À peine sorti du placard, sa patronne le met sur une affaire banale : obtenir des renseignements sur la compagne de Paul Hugo, jeune héritier d'une famille riche. Il suit le jeune homme, qui retire une importante somme d'argent au guichet d’une banque, puis le couple — qu’il forme avec une jeune femme — jusque dans une villa de campagne et découvre la première fausse identité de Catherine Leiris (Isabelle Adjani) : Lucie Brentano. Resté en planque toute la nuit, Beauvoir la surprend au matin, dans une barque, se débarrassant du cadavre de Paul Hugo au fond d'un étang, avant de prendre la fuite avec l'argent. Il suit la jeune femme jusqu'aux portes de l'institut Shakespeare. Elle en ressort avec une nouvelle coiffure, de nouveaux vêtements et munie d'une nouvelle identité : Ève Granger, mannequin. Plutôt que de signaler son crime, l'Œil obtient de sa patronne une rallonge en prétendant suivre Paul Hugo à Montréal, qu'il utilise pour continuer sa filature de Catherine Leiris.
Cette dernière prend un vol pour Nice, où elle retrouve (cette fois-ci sous le pseudonyme de Dorothée Ortiz) son fiancé Michel de Meyerganz, riche héritier qui doit la présenter à la haute société le soir-même à Monte-Carlo. Au cours de la réception, la famille de ce dernier lui offre des bijoux précieux. Plus tard, l'Œil surprend les fiancés entrant dans une villa sur le littoral, s'apprêtant apparemment à avoir des rapports intimes. Mais quelque temps après, Catherine Leiris en sort seule, emportant avec elle un manteau de fourrure. L'Œil s'introduit dans la chambre et découvre le cadavre de Michel, maladroitement dissimulé dans une penderie. Pour la seconde fois, il décide de couvrir le crime de Catherine, mais avec un degré de complicité bien supérieur : se saisissant du corps, il le traîne dans la propriété jusqu'au bord de la mer, dans laquelle il précipite le corps, espérant qu’il disparaisse définitivement. 
La course meurtrière de Catherine Leiris la conduit à l'hôtel-spa Brenner de Baden-Baden, où elle suscite la convoitise des hommes mais aussi d'une femme, Cora Pallenberg. C'est de celle-ci que Catherine, alias Ariane Chevalier, se rapproche. Ce faisant, elle attise tout particulièrement la jalousie d'un homme, Jerry Bofil. Catherine résout rapidement la question du triangle amoureux : elle assassine Cora pour lui voler un collier et, alors qu'elle s'apprête à repartir pour Bruxelles en taxi immédiatement après ce meurtre, Jerry la prend dans sa voiture où il a fait charger ses bagages à l'avance. Catherine saisit l'occasion pour s'emparer de la voiture. En cours de route, elle tue Jerry et abandonne son corps et ses bagages au milieu de la route. L'Œil a cette fois-ci été témoin direct du meurtre de Cora, mais ne peut plus dissimuler l'accumulation folle des crimes de Catherine.
Alors que Catherine Leiris semble s'enfoncer dans une spirale infernale d'assassinats, de plus en plus fréquents et improvisés, les choses prennent un tour inattendu. Attablée à un café de la gare de Bruxelles-Midi, elle fait la rencontre de l'architecte Ralph Forbes (Sami Frey). Profitant de la cécité de ce dernier, le serveur tente de l'escroquer en prétendant que Forbes lui tend un billet de cent francs belges au lieu d'un billet de mille. Catherine Leiris intervient et engage la conversation avec l'architecte. Celui-ci s'apprête à partir pour Rome. Catherine monte dans le même train. Mais alors que Forbes semblait être une proie facile pour une femme fatale telle que Catherine, c'est elle qui tombe sous le charme de cet homme accompli, polyglotte, qui cumule richesse et culture, un profil si différent des play-boys et jet-setteurs oisifs qui sont ses victimes habituelles. Le couple devient officiel, ouvre une galerie d'art au nom de Charlotte Vincent (la nouvelle identité de Catherine). La course folle de Catherine Leiris semble prendre une fin heureuse à Rome.
Mais l'Œil, toujours aux trousses de Catherine, développe une jalousie maladive envers Forbes, cet homme qui est tout ce qu'il voudrait être. Il est aussi désormais clair que le transfert plus ou moins conscient qui s'est établi dans son esprit entre sa fille Marie et Catherine a atteint un point critique. L'Œil entre en confrontation avec Forbes et, se faisant passer pour le père de Catherine, lui refuse sa main avec véhémence. Sa colère est renforcée quand Forbes lui dévoile ce que Catherine lui a raconté de son père. Or, Catherine, qui a pris l'habitude de mentir à chacune de ses conquêtes au sujet de son père, tantôt anthropologue, tantôt voleur international, en a fait à Forbes un portrait particulièrement humiliant et dévastateur. Poussé à bout, l'Œil provoque la mort de Forbes en lui faisant traverser la rue alors qu'arrive un autobus. 
L'intrigue se complique par l'irruption de « l'Homme Pâle » (Guy Marchand) et de son acolyte Germaine, « la Dame en Gris » (Stéphane Audran). Maître-chanteur, et manifestement bien informé des crimes de Catherine Leiris, il entend la faire chanter pour de fortes sommes d'argent qui achèteront son silence. De nouveau livrée à elle-même, grillée sur la Côte d'Azur, poursuivie par son maître-chanteur et moralement brisée, Catherine prend la route de Biarritz dans une nouvelle fuite en avant.
En route, Catherine prend une auto-stoppeuse du nom de Betty (Dominique Frot), une jeune fille d'origine pauvre, qui tente de la dévaliser en la menaçant avec un couteau. Catherine, armée d'un revolver, la désarme. Mais elle renonce à la tuer, et toutes deux poursuivent leur chemin. Les deux femmes se confient l'une à l'autre et une amitié, qui va virer à l'association criminelle se noue entre elles. 
L'Œil et l'Homme Pâle entrent en concurrence, ce dernier voyant en la personne du détective privé un maître-chanteur rival. Sur la route de Biarritz, l'Homme Pâle vole sa voiture et avec elle certains des souvenirs de l'Œil, dont son bien le plus précieux, une photo de classe où le détective tente, en vain, de reconnaître le visage de sa fille depuis des années. Mais l'Homme Pâle ne parvient à prendre qu'une avance temporaire et commet l'imprudence de répudier Germaine après leur arrivée à Biarritz. Aussi, c'est cette dernière qui vient trouver l'Œil et lui fournir tous les renseignements sur Catherine, Betty et l'Homme Pâle, qui vont lui permettre de rattraper son retard. Pour se venger, ou peut-être pour couvrir Catherine une fois de plus, l'Œil manipule Germaine pour la pousser au crime passionnel, en prétendant que l'Homme Pâle ne l'a quittée que pour pouvoir vivre une histoire d'amour avec Catherine. 
Catherine et Betty, dans le même temps, sont à court d'argent après avoir tenté de faire fortune au casino, sans succès. Accablée de lettres de chantage, incapable de payer la somme demandée, Catherine s'apprête elle aussi à liquider l'Homme Pâle. Mais elle n'en a pas le temps. Germaine surgit dans la pension où Catherine et lui se rencontrent, et tire sur son homme. Catherine se saisit de son arme et abat Germaine par surprise. Elle s'enfuit en emportant avec elle des coupures de presse sur ses crimes passés qui pourraient l'impliquer dans ce nouveau crime. Avec Betty, elles prennent la route en direction du Nord. Le visage dissimulé derrière des masques de Blanche-Neige, les deux femmes organisent des braquages pour récupérer de l'argent : elles volent une caisse dans un supermarché puis brisent la vitrine d'une bijouterie. Leur embardée prend fin lors d'un braquage de banque à Moulins. Une fusillade se déclenche avec un policier, Betty est abattue et Catherine prend la fuite sans butin.
Bien que Catherine semble ignorer la présence de l'Œil, qui la suit depuis des mois, elle ne peut plus l’ignorer lorsque ce dernier la devance pour forcer à sa place un barrage de police. Les deux personnages vont entrer en contact de plus en plus fréquemment, et de plus en plus directement. Alors que Catherine a pour nouvelle stratégie de dévaliser des voyageurs, elle fait feu sans l'atteindre sur l'Œil, qui tente de la raisonner, dans un couloir de motel. À Charleville, au comptoir d'un bar à filles, il lui fait servir une poire et un paquet de Senior Service (son fruit et ses cigarettes favorites) avec un mot lui souhaitant un bon anniversaire. Ses tentatives bien intentionnées rendent la jeune femme, au contraire, craintive. La police la poursuit désormais, son nom est prononcé à la télévision et à la radio, son visage s'étale en une des journaux. L'étau se resserre toujours plus sur elle, celle-ci fuit une nouvelle fois vers sa banlieue natale, à Bobigny où elle est recrutée comme serveuse au Miami Fast Food.
C'est là que l'Œil l'approche à nouveau, lui proposant de prendre un verre à la fin de son service. Catherine accepte, craignant de retourner dans son hôtel miteux où la police l'attend sans doute pour l’appréhender. L'Œil a méticuleusement préparé la soirée. Il sait qu'à l'arrivée dans sa chambre d'hôtel, il proposera à Catherine un verre, et de prendre une douche car son hôtel à elle en est dépourvu. Il a laissé dans la salle de bains une mallette contenant des liasses de billets dérobés auparavant et une arme chargée à blanc. Une fois sur place, lui dans la chambre et elle dans la salle de bain, ils entament une conversation très personnelle où l'Œil parle de sa fille. Catherine semble sincèrement émue de l'entendre parler avec tendresse de sa petite Marie, dont l'Œil avoue, pour la première fois, qu'elle serait morte depuis des années. Mais en découvrant le contenu de la mallette, ses instincts meurtriers prennent le dessus. Elle croit tuer l'Œil en tirant à blanc dessus, et s'échappe avec la mallette et la voiture du détective privé.
Prise en chasse par la police, cernée de toutes parts par des barrages routiers, Catherine se résout au suicide. Elle s'engouffre dans un parking aérien et se jette avec la voiture dans le vide tandis que l'Œil lui crie une dernière fois : « Marie ! »
L'Œil et son ex-épouse Madeleine (Macha Méril) déposent un bouquet sur la tombe de Marie Beauvoir, leur fille morte depuis des années. L'Œil meurt à son tour trois ans plus tard : « Il poussa alors la porte et entra dans la photo ».

## Fiche technique
- Titre : Mortelle Randonnée
- Réalisation : Claude Miller, assisté de Thierry Chabert
- Scénario : Michel Audiard et Jacques Audiard, adapté du roman homonyme de Marc Behm
- Directeur de la photographie : Pierre Lhomme
- Décors : Jean-Pierre Kohut-Svelko
- Montage : Albert Jurgenson
- Son : Nadine Muse, Paul Lainé, Maurice Gilbert
- Musique : Carla Bley, Franz Schubert
- Production : Charles Gassot
- Sociétés de production : Téléma Productions, TF1 Films Production
- Affiche : Philippe Lemoine
- Durée : 120 minutes
- Genre : policier, thriller
- Tournage : d'août à décembre 1982, de Bruxelles à Rome en passant par Baden-Baden, Biarritz et Bobigny
- Date de sortie : 9 mars 1983

## Distribution
- Michel Serrault : Louis Beauvoir, dit « l'Œil »
- Isabelle Adjani : Catherine Leiris (et Lucie Brentano, Ève Granger, etc.)
- Guy Marchand : « l'Homme Pâle »
- Stéphane Audran : Germaine, « la Dame en Gris »
- Macha Méril : Madeleine Beauvoir
- Geneviève Page : Mme Schmitt-Boulanger
- Sami Frey : Ralph Forbes
- Dominique Frot : Betty
- Patrick Bouchitey : Michel de Meyerganz
- Isabelle Ho : Cora Pallenberg
- François Bernheim : Jerry
- Gilberte Lauvray : la curiste
- Michel Such : l'homme à l'attaché-case
- Jean-Claude Brialy : Voragine
- Paul Anrieu : ?
- Chantal Banlier : la serveuse de la boîte de nuit
- Serge Berry : le client dont Catherine vole la voiture à l'hôtel
- Marcel Berteau : Félix de Meyerganz
- Michel Carnoy : ?
- Patrick Cauderlier : ?
- Didier Chambragne : le punk au snack
- Hervé Claude : lui-même (le présentateur du journal télévisé)
- André Decombes : ?
- Danielle Denie
- Clarisse Deudon : Mme Hugo
- Anne Forez : ?
- Agnès Gattegno : ?
- Suzanne Gohy : ?
- Murray Gronwall : ?
- Jeanne Herviale : la tante de Vittel
- Laura Larriaga : ?
- Guillaume Le Guellec : ?
- Jean Lemaître : ?
- Léah Lourié : ?
- Patricia Millardet : la punk au snack
- Rodolpho De Souza : ?
- Franka Tamantini (VF : Évelyn Séléna) : la signora Comolli
- Gérard Uzé
- Daniel Vérité : ?
- Luc Béraud : l'inspecteur de police (non crédité)
- Étienne Chicot : Lerner, le mytho (non crédité)
- Charles Gassot : un policier à l'hôtel (non crédité)
- Philippe Lelièvre : Paul Hugo (non crédité)
- Jean-Paul Comart : le serveur roublard (non crédité)

## Production
Le film est tiré d'un roman de Marc Behm, également adapté en 1999 par Stephan Elliott avec Ewan McGregor et Ashley Judd sous le titre Voyeur (Eye of the Beholder). Dans le roman, les deux personnages principaux se déplacent à travers les États-Unis et non l'Europe.
Il existe des différences entre la version originale sortie en 1983 et la version désormais disponible en DVD. Le film a subi un léger remontage et des noms et scènes ont été changés ou supprimés.
Les lieux de tournage du film suivants sont caractéristiques. 
- Allemagne[2] : 
  - Baden-Baden
    - L'Hôtel-Spa Brenner (de) : l'hôtel sert de décor au meurtre de Cora Pallenberg.
- Belgique[2] : 
  - Adinkerque
    - Parc d'attractions Meli Park.

  - Bruxelles
    - Le parc d'Osseghem : au pied de l'Atomium, où Beauvoir aperçoit pour la première fois Catherine Leiris, en couple avec Paul Hugo.
    - Le musée royal de l'Armée et de l'Histoire militaire : le bâtiment prête sa façade au fictif institut Shakespeare.
    - La taverne-restaurant Falstaff, où Catherine fait la rencontre de Ralph Forbes. Dans le film, cette action est supposée se dérouler en gare de Bruxelles-Midi.
    - Le Parking 58 : un parking aérien aujourd'hui démoli, d'où Catherine met fin à sa vie en se jetant dans le vide. Dans le film, on suppose que ce lieu est en région parisienne.

  - Grimbergen
    - Le pont Brûlé et son quartier sont le décor de l'avant-dernier lieu de fuite de Catherine. Elle loge dans un hôtel au bord du canal de Willebroek. Dans le film, ces scènes se déroulent à « Charleville », une ville minière du Nord de la France ou en Belgique, peut-être fictive, peut-être Charleroi. L'un des plans a été tourné auprès d'une ancienne mine de charbon à Marchienne-au-Pont, Charleroi, Belgique[1].
- Italie :
  - Rome
    - L'université populaire Upter : la galerie d'art Charlotte-Vincent et la place à proximité y sont situés. Ralph Forbes y trouve la mort.
- France :
- Alpes-Maritimes
  - Saint-Jean-Cap-Ferrat
    - La villa Ephrussi de Rothschild : cette propriété privée constitue le décor de la villa monégasque des Meyerganz.

  - Roquebrune-Cap-Martin
    - La villa Cypris : autre propriété privée, elle est censée se trouver quelque part sur la côte italienne dans le film. Il s’agit de la résidence de Ralph Forbes.
- Oise
  - Clermont[2]
- Pyrénées-Atlantiques[2]
  - Ciboure
    - La route de la Corniche : entre Hendaye et Saint-Jean-de-Luz, les falaises de la côte basque servent de décor à deux scènes du transit des protagonistes entre Rome et Biarritz. Un panneau indiquant « Biarritz 130 km » a été placé le temps du tournage, mais la localité est située à quelques kilomètres de la ville.

  - Biarritz
    - Boulevard du Général-de-Gaulle.
    - Casino Barrière, avenue Édouard-VII.
    - Grande Plage

  - Hendaye
    - Rue des Plaqueminiers
- Yvelines
  - Montfort-l'Amaury
    - Place de la Libération
- Seine Seint-Denis
- Bagnolet : échangeur de bagnolet, Hôtel novotel

## Musique
Tout au long du film, on entend divers extraits d'un lied de Franz Schubert, Der Hirt auf dem Felsen, tiré d'un poème qui thématise la solitude d'un berger. L'allusion à la chanson populaire La paloma est également récurrente, notamment par la mention d'une interprétation du chanteur allemand Hans Albers de 1943.  
La bande originale du film est signée par Carla Bley. Elle comprend diverses variations sur le thème de La paloma. Les autres thèmes sont des reprises de compositions écrites auparavant  : Blunt object (qu'on pouvait entendre déjà sur l'album  Live ! . WATT, 1982), Musique mécanique 1 (qu'on pouvait entendre sur l'album Musique Mécanique, WATT, 1978) ,  trois morceaux (Some dirge, Morning, Death rolls) composés dans les années 1960 pour le disque de Gary Burton A Genuine Tong Funeral (RCA, 1967).

## Distinctions
- 9e cérémonie des Césars : 
  - nomination au César du meilleur acteur pour Michel Serrault ;
  - nomination au César de la meilleure actrice dans un second rôle pour Stéphane Audran ;
  - nomination au César de la meilleure photographie pour Pierre Lhomme ;
  - nomination au César des meilleurs décors pour Jean-Pierre Kohut-Svelko ;
  - nomination au César du meilleur son pour Nadine Muse, Paul Lainé, Maurice Gilbert.